# Балагер (Іспанія)
Балагер  (кат. Balaguer) — місто в Іспанії.
Знаходиться у районі (кумарці) Нуґера провінції Лєйда, згідно з новою адміністративною реформою перебуватиме у складі Західної Баґарії.

## Історія
- Урхельське графство

## Населення
Населення міста (у 2007 р.) становило 15 781 осіб (з них менше 14 років — 15,6 %, від 15 до 64 — 67,5 %, понад 65 років — 17 %). У 2006 р. народжуваність склала 164 осіб, смертність — 142 осіб, приріст населення склав 66
осіб. 2001 року активне населення становило 6.165 осіб, з них безробітних — 403 осіб. 

Серед осіб, які проживали на території міста у 2001 р., 10.243 осіб народилися в Каталонії (з них
6.056 осіб у тому самому районі, або кумарці), 2.439 осіб приїхало з інших областей Іспанії, а 677 осіб приїхало з-за кордону. 

Університетську освіту має 10,7 % усього населення. 
2001 року нараховувалося 4.717 домогосподарств (з них 20 % складалися з однієї особи, 27 % з двох осіб,
21,8 % з 3 осіб, 20,9 % з 4 осіб, 7,1 % з 5 осіб, 2,2 % з 6 осіб, 0,6 % з 7 осіб, 0,2 % з 8 осіб і 0,2 % з 9 і більше осіб).
Активне населення міста у 2001 р. працювало у таких сферах діяльності: у сільському господорстві — 6,6 %, у промисловості — 22,6 %, на будівництві — 17,1 % і у сфері обслуговування — 53,8 %. 

 У муніципалітеті або у власному районі (кумарці) працює 4.489 осіб, поза районом — 2.447 осіб.

### Доходи населення
2002 року доходи населення розподілялися таким чином :
| \| Доходи населення за статтями доходів \| Доходи населення за статтями доходів \| Доходи населення за статтями доходів \| \| Рік \| 2002 \| 2001 \| \| ------------------------------------ \| ------------------------------------ \| ------------------------------------ \| \| Заробітна платня \| 58,4 % \| 60,1 % \| \| Доходи від ведення бізнесу \| 26,7 % \| 24,9 % \| \| Соціальна допомога \| 14,9 % \| 15,0 % \| |        |        |
| Доходи населення за статтями доходів |        |        |
| Рік | 2002   | 2001   |
| Заробітна платня | 58,4 % | 60,1 % |
| Доходи від ведення бізнесу | 26,7 % | 24,9 % |
| Соціальна допомога | 14,9 % | 15,0 % |

### Безробіття
У 2007 р. нараховувалося 499 безробітних (у 2006 р. — 623 безробітних), з них чоловіки становили 35,9 %, а жінки — 64,1 %.

## Економіка
1996 року валовий внутрішній продукт розподілявся по сферах діяльності таким чином :
| \| Валовий внутрішній продукт \| Валовий внутрішній продукт \| Валовий внутрішній продукт \| \| Рік \| 1996 \| 1991 \| \| -------------------------- \| -------------------------- \| -------------------------- \| \| Сільське господарство \| 5,8 % \| 6,4 % \| \| Промисловість \| 22,2 % \| 26,7 % \| \| Будівництво \| 14 % \| 12,5 % \| \| Послуги \| 58 % \| 54,4 % \| |        |        |
| Валовий внутрішній продукт |        |        |
| Рік | 1996   | 1991   |
| Сільське господарство | 5,8 %  | 6,4 %  |
| Промисловість | 22,2 % | 26,7 % |
| Будівництво | 14 %   | 12,5 % |
| Послуги | 58 %   | 54,4 % |

### Підприємства міста
Промислові підприємства.
| \| Промислові підприємства міста, за сферою діяльності \| Промислові підприємства міста, за сферою діяльності \| Промислові підприємства міста, за сферою діяльності \| \| Рік \| 2002 р. \| 2001 р. \| \| --------------------------------------------------- \| --------------------------------------------------- \| --------------------------------------------------- \| \| Енергетичні та водні ресурси \| 1,0 % \| 1,0 % \| \| Хімія та метали \| 18,6 % \| 15,3 % \| \| Переробка металів \| 35,3 % \| 37,8 % \| \| Продукти харчування \| 14,7 % \| 15,3 % \| \| Текстиль \| 12,7 % \| 13,3 % \| \| Виробництво меблів, видання \| 14,7 % \| 15,3 % \| \| Інше \| 2,9 % \| 2,0 % \| \| Усього підприємств \| 102 \| 98 \| |         |         |
| Промислові підприємства міста, за сферою діяльності |         |         |
| Рік | 2002 р. | 2001 р. |
| Енергетичні та водні ресурси | 1,0 %   | 1,0 %   |
| Хімія та метали | 18,6 %  | 15,3 %  |
| Переробка металів | 35,3 %  | 37,8 %  |
| Продукти харчування | 14,7 %  | 15,3 %  |
| Текстиль | 12,7 %  | 13,3 %  |
| Виробництво меблів, видання | 14,7 %  | 15,3 %  |
| Інше | 2,9 %   | 2,0 %   |
| Усього підприємств | 102     | 98      |

Роздрібна торгівля.
| \| Підприємства роздрібної торгівлі міста, за сферою діяльності \| Підприємства роздрібної торгівлі міста, за сферою діяльності \| Підприємства роздрібної торгівлі міста, за сферою діяльності \| \| Рік \| 2002 р. \| 2001 р. \| \| ------------------------------------------------------------ \| ------------------------------------------------------------ \| ------------------------------------------------------------ \| \| Продукти харчування \| 31,6 % \| 33,9 % \| \| Одяг та взуття \| 22,3 % \| 21,3 % \| \| Товари для дому \| 12,6 % \| 12,6 % \| \| Книги та періодичні видання \| 3,0 % \| 3,0 % \| \| Промислова хімічна продукція \| 7,6 % \| 7,0 % \| \| Продукція, пов'язана з транспортними засобами \| 6,6 % \| 6,0 % \| \| Інше \| 16,3 % \| 16,3 % \| \| Усього підприємств \| 301 \| 301 \| |         |         |
| Підприємства роздрібної торгівлі міста, за сферою діяльності |         |         |
| Рік | 2002 р. | 2001 р. |
| Продукти харчування | 31,6 %  | 33,9 %  |
| Одяг та взуття | 22,3 %  | 21,3 %  |
| Товари для дому | 12,6 %  | 12,6 %  |
| Книги та періодичні видання | 3,0 %   | 3,0 %   |
| Промислова хімічна продукція | 7,6 %   | 7,0 %   |
| Продукція, пов'язана з транспортними засобами | 6,6 %   | 6,0 %   |
| Інше | 16,3 %  | 16,3 %  |
| Усього підприємств | 301     | 301     |

Сфера послуг.
| \| Підприємства міста, що працюють у сфері послуг, за діяльністю \| Підприємства міста, що працюють у сфері послуг, за діяльністю \| Підприємства міста, що працюють у сфері послуг, за діяльністю \| \| Рік \| 2002 р. \| 2001 р. \| \| ------------------------------------------------------------- \| ------------------------------------------------------------- \| ------------------------------------------------------------- \| \| Гуртова торгівля \| 14,5 % \| 13,2 % \| \| Готелі та готельний бізнес \| 16,8 % \| 16,8 % \| \| Транспорт та зв'язок \| 18,6 % \| 20,6 % \| \| Посередницькі фінансові послуги \| 4,8 % \| 5,1 % \| \| Послуги підприємствам \| 7,3 % \| 7,7 % \| \| Послуги фізичним особам \| 29,1 % \| 28,3 % \| \| Нерухомість та ін. \| 8,9 % \| 8,3 % \| \| Усього підприємств \| 560 \| 530 \| |         |         |
| Підприємства міста, що працюють у сфері послуг, за діяльністю |         |         |
| Рік | 2002 р. | 2001 р. |
| Гуртова торгівля | 14,5 %  | 13,2 %  |
| Готелі та готельний бізнес | 16,8 %  | 16,8 %  |
| Транспорт та зв'язок | 18,6 %  | 20,6 %  |
| Посередницькі фінансові послуги | 4,8 %   | 5,1 %   |
| Послуги підприємствам | 7,3 %   | 7,7 %   |
| Послуги фізичним особам | 29,1 %  | 28,3 %  |
| Нерухомість та ін. | 8,9 %   | 8,3 %   |
| Усього підприємств | 560     | 530     |

## Житловий фонд
У 2001 р. 3,3 % усіх родин (домогосподарств) мали житло метражем до 59 м², 31,2 % — від 60 до 89 м², 45,3 % — від 90 до 119 м² і
20,1 % — понад 120 м².

З усіх будівель у 2001 р. 31,2 % було одноповерховими, 31,9 % — двоповерховими, 13,6 % — триповерховими, 7,1 % — чотириповерховими, 7 % — п'ятиповерховими, 5,1 % — шестиповерховими,
1,8 % — семиповерховими, 2,3 % — з вісьмома та більше поверхами.

## Автопарк
| \| Автомобілі, зареєстровані у місті, за призначенням \| Автомобілі, зареєстровані у місті, за призначенням \| Автомобілі, зареєстровані у місті, за призначенням \| \| Рік \| 2006 р. \| 2005 р. \| \| -------------------------------------------------- \| -------------------------------------------------- \| -------------------------------------------------- \| \| Приватні автомобілі \| 68,6 % \| 69,3 % \| \| Мотоцикли \| 6,2 % \| 6,0 % \| \| Вантажівки \| 18,6 % \| 18,5 % \| \| Трактори \| 1,7 % \| 1,8 % \| \| Автобуси та ін. \| 4,9 % \| 4,5 % \| \| Усього автомобілів \| 9.621 шт. \| 9.294 шт. \| |           |           |
| Автомобілі, зареєстровані у місті, за призначенням |           |           |
| Рік | 2006 р.   | 2005 р.   |
| Приватні автомобілі | 68,6 %    | 69,3 %    |
| Мотоцикли | 6,2 %     | 6,0 %     |
| Вантажівки | 18,6 %    | 18,5 %    |
| Трактори | 1,7 %     | 1,8 %     |
| Автобуси та ін. | 4,9 %     | 4,5 %     |
| Усього автомобілів | 9.621 шт. | 9.294 шт. |

## Вживання каталанської мови
У 2001 р. каталанську мову у місті розуміли 96,5 % усього населення (у 1996 р. — 97,8 %), вміли говорити нею 86,5 % (у 1996 р. — 87 %), вміли читати 82,9 % (у 1996 р. — 79,1 %), вміли писати 61,4 % (у 1996 р. — 50,4 %). Не розуміли каталанської мови 3,5 %.

## Політичні уподобання
У виборах до Парламенту Каталонії у 2006 р. взяло участь 6.199 осіб (у 2003 р. — 7.211 осіб). Голоси за політичні сили розподілилися таким чином:
| \| Вибори до Парламенту Каталонії \| Вибори до Парламенту Каталонії \| Вибори до Парламенту Каталонії \| \| Рік \| 2006 р. \| 2003 р. \| \| -------------------------------------- \| ------------------------------ \| ------------------------------ \| \| Конвергенція та Єднання (CiU) \| 38,5 % \| 40,2 % \| \| Соціалістична партія Каталонії (PSC) \| 27,9 % \| 28,3 % \| \| Народна партія (PP) \| 8,6 % \| 9,4 % \| \| Ініціатива за зелену Каталонію (IC) \| 6,4 % \| 4,4 % \| \| Республіканська лівиця Каталонії (ERC) \| 16,6 % \| 16,4 % \| \| Громадянська партія (C's) \| 0,5 % \| 0,0 % \| \| Інші \| 1,4 % \| 1,2 % \| |         |         |
| Вибори до Парламенту Каталонії |         |         |
| Рік | 2006 р. | 2003 р. |
| Конвергенція та Єднання (CiU) | 38,5 %  | 40,2 %  |
| Соціалістична партія Каталонії (PSC) | 27,9 %  | 28,3 %  |
| Народна партія (PP) | 8,6 %   | 9,4 %   |
| Ініціатива за зелену Каталонію (IC) | 6,4 %   | 4,4 %   |
| Республіканська лівиця Каталонії (ERC) | 16,6 %  | 16,4 %  |
| Громадянська партія (C's) | 0,5 %   | 0,0 %   |
| Інші | 1,4 %   | 1,2 %   |

У муніципальних виборах у 2007 р. взяло участь 6.512 осіб (у 2003 р. — 7.906 осіб). Голоси за політичні сили розподілилися таким чином:
| \| Муніципальні вибори \| Муніципальні вибори \| Муніципальні вибори \| \| Рік \| 2007 р. \| 2003 р. \| \| -------------------------------------- \| ------------------- \| ------------------- \| \| Конвергенція та Єднання (CiU) \| 30,6 % \| 36,4 % \| \| Соціалістична партія Каталонії (PSC) \| 41,9 % \| 43,1 % \| \| Народна партія (PP) \| 6,1 % \| 8,0 % \| \| Ініціатива за зелену Каталонію (IC) \| 13,8 % \| 0,0 % \| \| Республіканська лівиця Каталонії (ERC) \| 7,6 % \| 12,6 % \| \| Громадянська партія (C's) \| 0,0 % \| 0,0 % \| \| Інші \| 0,0 % \| 0,0 % \| |         |         |
| Муніципальні вибори |         |         |
| Рік | 2007 р. | 2003 р. |
| Конвергенція та Єднання (CiU) | 30,6 %  | 36,4 %  |
| Соціалістична партія Каталонії (PSC) | 41,9 %  | 43,1 %  |
| Народна партія (PP) | 6,1 %   | 8,0 %   |
| Ініціатива за зелену Каталонію (IC) | 13,8 %  | 0,0 %   |
| Республіканська лівиця Каталонії (ERC) | 7,6 %   | 12,6 %  |
| Громадянська партія (C's) | 0,0 %   | 0,0 %   |
| Інші | 0,0 %   | 0,0 %   |

## Історія та культура

### Уродженці
- Ерумба Урхельська (1196—1231) — графиня Урхеля в 1211—1213 та 1228—1231 роках. Остання представниця династії, що правила Урхелем із 992 року.